# Costa de la Luz
Costa de la Luz är en kust i Spanien. Den ligger i den södra delen av landet, 500 km söder om huvudstaden Madrid.